# Ranoidea genimaculata
A Ranoidea genimaculata a kétéltűek (Amphibia) osztályának békák (Anura) rendjébe, a Pelodryadidae családba, azon belül a Pelodryadinae alcsaládba tartozó faj.

## Előfordulása
A faj Ausztráliában, Pápua Új-Guineán és Indonézia Papua tartományában honos. Természetes élőhelye a szubtrópusi vagy trópusi nedves síkvidéki erdők, szubtrópusi vagy trópusi nedves hegyvidéki erdők, folyók, időszakos folyók, mocsarak, kertek, lepusztult erdők. A fajra élőhelyének elvesztése és a chytridiomycosis jelent fenyegetést.